# Monodelphis theresa
Monodelphis theresa är en pungdjursart som beskrevs av Oldfield Thomas 1921. Monodelphis theresa ingår i släktet pungnäbbmöss och familjen pungråttor. IUCN kategoriserar arten globalt som otillräckligt studerad. Inga underarter finns listade.
Artpitetet i det vetenskapliga namnet syftar troligtvis på staden Teresópolis där de första exemplaren hittades.
Pungdjuret förekommer i östra Brasilien, delstaterna Rio de Janeiro och Minas Gerais. Arten vistas i skogar.